# Condado de Warren (Ohio)
El condado de Warren (en inglés: Warren County), fundado en 1803 y con nombre en honor al general Joseph Warren, es un condado del estado estadounidense de Ohio. En el año 2000 tenía una población de 158.383 habitantes con una densidad de población de 153 personas por km². La sede del condado es Lebanon aunque la ciudad más grande es Mason.

## Geografía
Según la oficina del censo el condado tiene una superficie total de 1054 km² (406,9 mi²), de los que 1035 km² (399,6 mi²) son tierra y 19 km² (7,3 mi²) (1,84%) son agua.
Por el condado pasan los ríos Great Miami y Little Miami, existiendo el lago artifial de Caesar Creek.

## Condados adyacentes
- Condado de Montgomery - norte
- Condado de Greene - noreste
- Condado de Clinton - este
- Condado de Clermont - sur
- Condado de Hamilton - suroeste
- Condado de Butler - oeste

## Demografía
Según el censo del 2000 la renta per cápita media de los habitantes del condado era de 57.952 dólares y el ingreso medio de una familia era de 64.692 dólares. En el año 2000 los hombres tenían unos ingresos anuales 47.027 dólares frente a los 30.862 dólares que percibían las mujeres. El ingreso por habitante era de 25.517 dólares y alrededor de un 4,20% de la población estaba bajo el umbral de pobreza nacional.

## Ciudades y pueblos
| - Blanchester (de modo parcial) - Butlerville - Carlisle (de modo parcial) - Corwin - Franklin - Harveysburg - Lebanon - Loveland (de modo parcial) - Maineville | - Mason - Middletown (de modo parcial) - Monroe - Morrow (de modo parcial) - Pleasant Plain - Springboro (de modo parcial) - South Lebanon - Waynesville |